# Felice Giardini

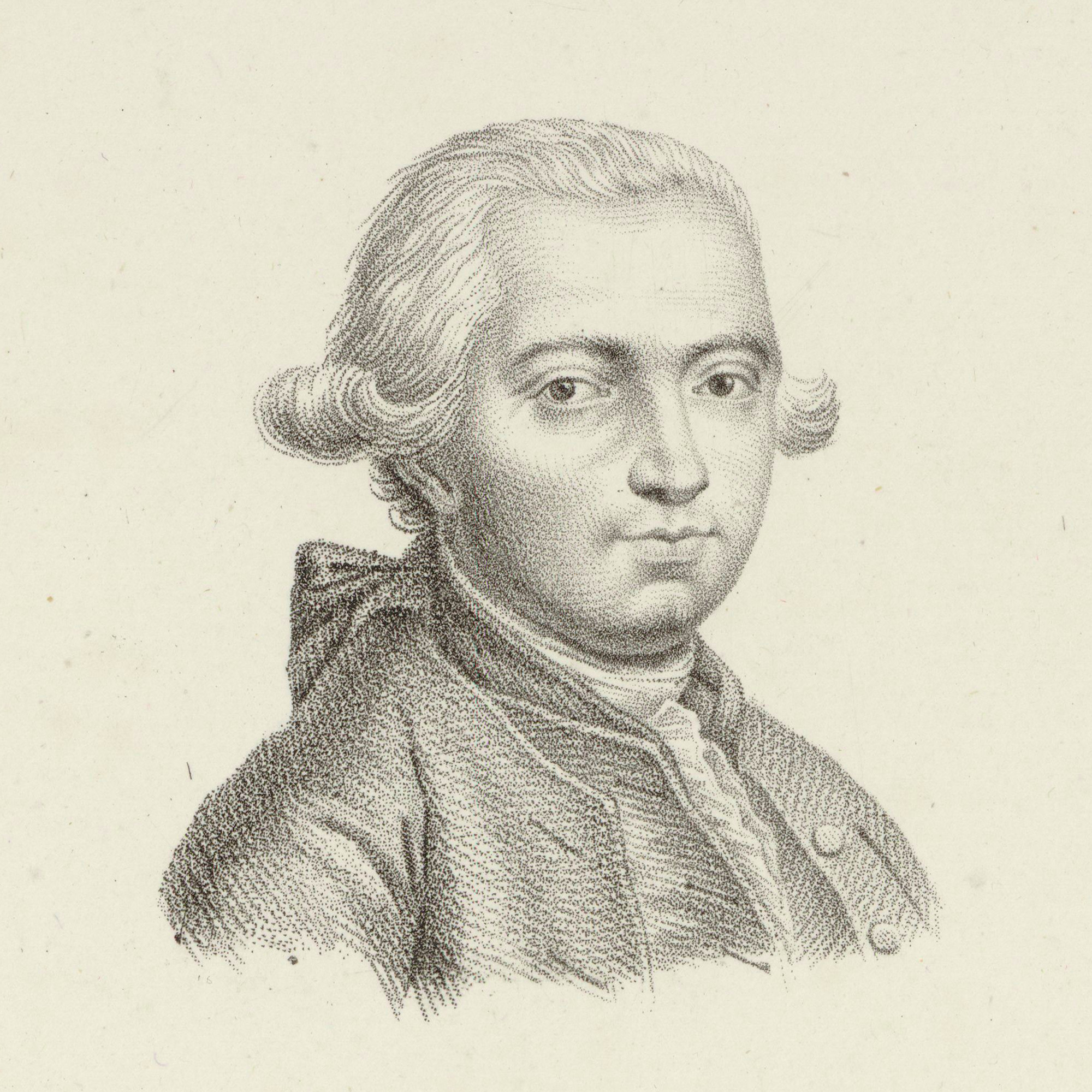
Felice Giardini

Felice Giardini (Turín, 12 de abril de 1716 - Moscú, 8 de junio de 1796) fue un compositor y violinista italiano.
Comenzó sus estudios musicales en Milán y posteriormente estudió violín en Turín. En 1748 comenzó una gira de conciertos por Alemania y Francia. En 1750 se quedó a vivir en Londres, donde permaneció durante cuarenta años. Alcanzó gran notoriedad como concertista, profesor de violín, de canto y de clavecín y también como director de orquesta. En 1752 asumió la dirección de orquesta de la Opera Italiana, desempeñó este cargo en otras dos ocasiones, de 1756 a 1759 y de 1763 a 1764, contaba con la colaboración de la cantante Regina Mingotti, con la que presentó las óperas serias Demetrio y Siroe, ambas con libreto de Metastasio,  pero a pesar de todo nunca consiguió obtener el éxito deseado.
De 1774 a 1780 fue primer violín de los Conciertos del Panthéon; de nuevo dirigió la orquesta de la Ópera (1776-77, 1782-83), al mismo tiempo que era "music master" del Príncipe de Gales y del Duque de Cumberland. Después de una breve estancia en Italia, regresó a Londres en 1790 donde fundó un conjunto de ópera cómica en el Little Theatre de Haymarket, pero de nuevo fracasó como empresario. En 1796 intentó probar de nuevo en San Petersburgo y después en Moscú, donde le sorprendió la muerte.

## Su obra
Giardini compuso sobre todo obras de música de cámara. De 1751 a 1790 publicó en Londres, París y Ámsterdam, 31 volúmenes de música instrumental con sonatas para clavecín y flauta, dúos para dos violines y para violín y violonchelo; tríos (entre ellos seis para guitarra, violín y piano), cuartetos, quintetos y conciertos para violines. También compuso cuatro óperas y un oratorio: Ruth.